# Eurydice (singolo)
Eurydice è un singolo del gruppo musicale statunitense Sleepthief, pubblicato nel 2006 e proveniente dall'album The Dawnseeker.
La traccia, così come il resto della discografia, non è in vendita su ITunes da qualche settimana. È disponibile solo nello store del sito ufficiale.

## Tracce
1. Eurydice – 4:47
2. Eurydice (Nick Wax's "Orpheus Descending" Mix) – 8:32
3. Eurydice (Psychosomatic Remix) – 5:31
4. Eurydice (Dark Territory Mix) – 6:02
5. Eurydice (Nook and Kranny's "Lost" Remix) – 5:28
6. Eurydice (Sensory Gate Remix) – 5:19
7. Eurydice (Underworld A Capella) – 4:22